# Pseudocnus rugosus
Pseudocnus rugosus is een zeekomkommer uit de familie Cucumariidae.
De wetenschappelijke naam van de soort werd in 1957 gepubliceerd door Gustave Cherbonnier.